# Taxonomie pěnišníků
Taxonomie pěnišníků je pojem týkající se klasifikace rodu pěnišník, obvykle podle taxonomických pravidel. Rod je rozdělen na podrody, sekce, podsekce a oddělení. Základním znakem k dělení jsou znaky na listu, zvláště pak chlupy na spodní straně. Pěnišníky podle tohoto znaku dělíme na lupinaté -Lepidotae, huňaté -Vilosae a vločkaté –Floccaceae 
"Staré" nepřesné zařazení rozdělovalo pěnišníky na : 
- Lepidote
- Elepidote
- Vireya (tropické druhy)
- Azalea (opět se dělí na opadavé a stálezelené)

V roce 1998, Handbook of Rhododendron Ramp Handling (Royal Horticultural Society) pomocí revidované klasifikace rozděluje pěnišníky na sedm podrodů, ty pak jsou rozděleny na oddíly a pododdíly. V současné době je rozdělen do čtyř velkých a čtyř malých podrodů:
- Podrod Rhododendron L.:(původně nazván Rhodora) přibližně 500 druhů keřů, vzácně stromů, obvykle stálezelených, výjimečně opadavých s malými listy, typ: Rhododendron ferrugineum. Tropické pěnišníky (sect. Vireya, asi 300 druhů) jsou obvykle zahrnuty v tomto podrodu, ale někdy jsou určovány jako devátý podrod.
- Podrod Hymenanthes (Blume) K. Koch: velké listy asi 140 druhů, typ: Rhododendron degronianum. přibližně 270 druhů stálezelených keřů a stromů, vzácně plazivých keřů většina stálezelených rododendronů
- Podrod Pentanthera G. Don: opadavé, asi 25 druhů, typu Rhododendron luteum.
- Podrod Tsutsusi: stálezelené azalky, asi 110 druhů; typ Rhododendron indicum.
- Podrod Azaleastrum Planch.: Pět druhů; podle jiného dělení sem patří druh Rhododendron ovatum a asi 30 dalších druhů stálezelených keřů nebo malých stromů.
- Podrod Candidastrum (Sleumer) Philipson & Philipson: jeden druh, Rhododendron albiflorum.
- Podrod Mumeazalea : jeden druh, Rhododendron semibarbatum.
- Podrod Therorhodion : jeden druh, Rhododendron camtschaticum.

Někteří přidávají devátý :
- Podrod Vireya Tropické rododendrony (55 druhů na Borneu, 164 na ostrově New Guinea)

Někdy jsou ale rozlišovány i 
- Podrod Pseudazalea : šest druhů malých a středně velkých, keřů.
- Podrod Pseudorhodorastrum : deset druhů menších stálezelených keřů.
- Podrod Rhodorastrum : pouze dva druhy malých a středně velkých ,neopadavých a poloopadavých keřů.

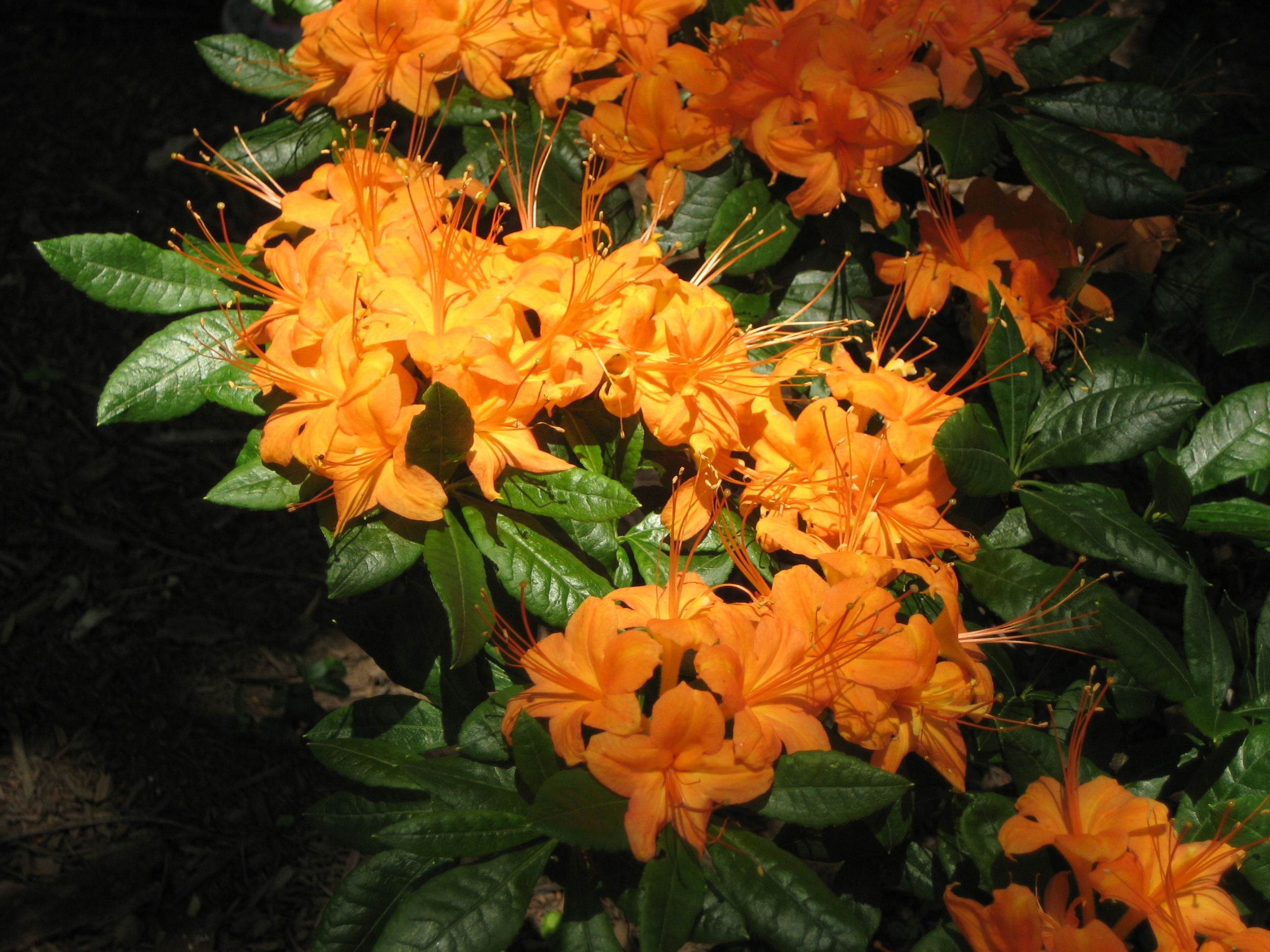
Kurume hybrid Azalea x Rhododendron 'Firefly'

Nedávné genetické výzkumy způsobily pokračující přeskupování jednotlivých druhů a skupin v rámci rodu a také způsobily že rod rojovník (Ledum), který byl původně samostatný byl překlasifikován do drodu pěnišník (Rhododendron). Další změny v podrodech jsou v navrhovány , včetně sloučení podrodu Hymenanthes do podrodu Pentanthera.
Pěnišníky jsou rozsáhle křížené nejen mezi pěstovanými druhy. Mezi původními druhy pěnišníků lze najít přírodní hybridy (R. × intermedium. Přírodní kříženci se často vyskytují v oblastech, kde se výskyt původních druhů překrývá. Existuje více než 28.000 kultivarů pěnišníků zaznamenaných v mezinárodním registru International Rhododendron Registry, v držení společnosti Royal Horticultural Society. Nejvíce byly vyšlechtěné pro jejich květy, ale některé ze zahradních kultivarů jsou zajímavé pro dekorativní listy a některé jsou okrasné kůrou nebo mají dekorativní větvičky.

## Zástupci některých druhů
| - Rhododendron alabamense Rehd. - Rhododendron albiflorum Hook. - Rhododendron arboreum: až 30 m vysoké, hluboké červené květy, nádherný, u nás není otužilý - Rhododendron arborescens (Pursh) Torr. - Rh augustinii ze západní Číny, krásné modré na modré květy s fialovým tečkami - Rhododendron atlanticum (Ashe) Rehd. – pěnišník atlantský - Rhododendron austrinum (Small) Rehd. - Rhododendron barbatum - Rhododendron borneense (J.J.Sm.) Argent, A.L.Lamb & Phillipps - Rhododendron brachycarpum D. Don ex G. Don - Rhododendron calendulaceum (Michx.) Torr. - Rhododendron calostrotum Balf.f. & Kingdon-Ward. - Rhododendron camtschaticum Pallas - Rhododendron canadense (L.) Torr. - Rhododendron canescens (Michx.) Sweet - Rhododendron carolinianum Rehd. - Rhododendron catawbiense Michx. - pěnišník americký jeden z nejstarších dovážených ze Severní Karolíny do Evropy a základ velmi mnoha odrůd (Leeis Dark Purple, atd.) - Rhododendron caucasicum - pěnišník - Rhododendron chapmanii Gray - Rhododendron cinnabarinum J. D. Hooker - Rhododendron cumberlandense E.L. Braun - Rhododendron degronianum Carrière - Rhododendron diversipilosum (Nakai) Harmaja - rojovník nipponský - Rhododendron durionifolium Becc. - Rhododendron eastmanii K.A. Kron & M. Creel * Rhododendron edanoi Merr. & Quisumb. - Rhododendron ericoides Low ex Hook. f. - Rhododendron eriocarpum (Hayata) Nakai - Rhododendron exuberans (Sleumer) Argent - Rhododendron fallacinum Sleumer - Rhododendron fortunei- velmi velké, vonné květy - Rhododendron ferrugineum L. - pěnišník rezavý - Rhododendron flammeum (Michx.) Sarg. - Rhododendron groenlandicum - Rhododendron forrestii Balf. f. ex Diels - pěnišník Forrestův - Rhododendron hippophaeoides Balf.f. & W.W.Sm. - pěnišník rakytníkový - Rhododendron hirsutum L. - pěnišník chlupatý - Rhododendron chapmanii - Rhododendron impeditum Balf.f. & W.W.Sm. - pěnišník obtížený - Rhododendron indicum (L.)Sweet. - azalka indická - Rhododendron japonicum (Gray) Sur. - Rhododendron kaempferi Planch. - Rhododendron kesangiae D.G.Long & Rushforth - Rhododendron kiusianum Makino - pěnišník kiušijský - Rhododendron konori Becc. - Rhododendron lapponicum (L.) Wahlenb. - pěnišník laponský | - Rhododendron ledebourii Pojark. - Rhododendron lochiae - Rhododendron luteum Sweet - pěnišník žlutý - Rhododendron metternichii, makinoi: z Japonska, mají květy spíše středně-velké, růžové až růžovo-bílé - Rhododendron moulmainense - Rhododendron macabeanum - Rhododendron macrophyllum D. Don ex G. Don - Rhododendron maximum L. - Rhododendron minus Michx. - Rhododendron molle (Blume) G. Don - Rhododendron myrtifolium Schott & Kotschy - Rhododendron nilagircum - Rhododendron oblongifolium' (Small) Millais - Rhododendron occidentale (Torr. & Gray ex Torr.) Gray - Rhododendron periclymenoides (Michx.) Shinners - Rhododendron oreodoxa -růžové, kvetou na začátku dubna - Rhododendron ponticum -invazivní druh - Rhododendron prinophyllum (Small) Millais - Rhododendron protistum - Rhododendron prunifolium (Small) Millais - Rhododendron repens Balf.f. & Forrest - Rhododendron rubiginosum Franchet. - Rhododendron schlippenbachii Maxim. - Rhododendron sinogrande s listy až do 100 cm na délku - Rhododendron simsii Planch. azalka - Rhododendron stenophyllum Hook.f. ex Becc. - Rhododendron smirnowii velmi pevný ve střední - Rhododendron spinuliferum - Rhododendron strigillosum krásné červené květy - Rhododendron sutchuenense ze Sečuánu, velmi rané kvetení (konec března), růžové květy, obvykle k dispozici jako přírodní hybrid „Geraldii“ - Rhododendron telmateium Balf.f. & W.W.Sm. - Rhododendron thomsonii krásný červený zvonek, vyžaduje na zimu kryt - Rhododendron tomentosum původně známý jako Ledum palustre - Rhododendron uniflorum Hutch. & Kingdon-Ward - Rhododendron vaseyi Gray - Rhododendron viscosum (L.) Torr. - Rhododendron wardii pravděpodobně jeden z nejlepších žlutěkvetoucích druhů, s nebo bez skvrnek. Má načervenalé, a nebo namodralé listy. - Rhododendron wellesleyanum Waterer Ex Rehd. - Rhododendron wrightianum - Rhododendron xanthocodon Hutchinson: žluté zvonkovité květy, potřebují zimní ochranu - Rhododendron Yakushimanum růžové poupě, bílé květy, tmavé olistění, výchozí bod mnoha odrůd (jako BDG Hobbie, Hachmann) - Rhododendron yedoense Maxim. - pěnišník jedonský - Rhododendron × impeditum - Rhododendron × praecox Carr. - pěnišník časný |

## Příklady hybridů
| - Rhododendron 'Blue Pink' - Rhododendron 'Buchlovice' - Rhododendron 'Grumpy' - Rhododendron 'Horizon Monarch' - Rhododendron 'Knaphill Bakkarat' - Rhododendron 'Marie Forte' - Rhododendron 'Shamrock' - Rhododendron 'Album Novum' - 4m výška, mrazuvzdorný, perleťově růžová barva květů, kvete koncem května - Rhododendron 'Alice Street' - světle žluté květy, 3m výška - Rhododendron 'Barmstedt' - výška 1,5m, 2m šířka, v květnu kvete růžovými květy s bílými skvrnami - Rhododendron 'Boccia' - růžové květy, 1,5 výška - Rhododendron 'Bremen' - kvete v květnu jasně červenou barvou, výška až 2m, jemné a husté olistění - Rhododendron 'Catawbiense Album' - 4m výška, velmi odolný vůči mrazům, bílé květy - Rhododendron 'County of York' - kvete v květnu bílými květy po celé délce větve | - Rhododendron 'Curlew' - výška pouhých 30 cm, žluté květy - Rhododendron 'Diane' * Rhododendron 'Doncaster' - Rhododendron 'Festivo' - roste převážně do šířky, výška max. 1m, růžová poupata, světležluté květy s červeným tečkováním - Rhododendron 'Flava' - pomalu roste, výška 2m, květlu světležluté s červeným tečkováním - Rhododendron 'Goldjuwel' - žluté květy s červeným tečkováním, bohatý květ, výška až 3m - Rhododendron 'Karin' - výška 1,5m, velké množství růžových květů - Rhododendron 'Kimberley' - světle růžové květy - Rhododendron 'Mrs. A. T. de la Mare' - nepravidelný růst, řídké listy, bílé květy - Rhododendron 'N. N. Sherwood' - růžové květy, žlutý střed, 3m výška - Rhododendron 'Osmar' - světle růžové květy, 1 - 1,5m výška - Rhododendron 'Praecox' - kvete již v březnu (pozor na mráz) růžovofialovými květy, výška 1,5m - Rhododendron 'Rhododendron President Roosevelt' - trojbarevné listy (tmavě zelený základ, uprostřed nepravidelná žlutá skvrna přecházející do zelené), výška 1,5 - 2m, náchylná na mráz, kvete v květnu červenými květy - Rhododendron 'Rothenburg' - 3m výška, žluté květy blednoucí do bíla, listy občas vyrůstají pouze na konci - Rhododendron 'Scarlet Wonder' - max. 1m výška, větší šířka - Rhododendron 'Sneezy' - výška 1,5m, bohaté růžové květenství - Rhododendron 'Spring Dawn' - růžové květy vytvářející tvar koule - Rhododendron 'Sweet Sue' - výška 1,5m, růžové květy |

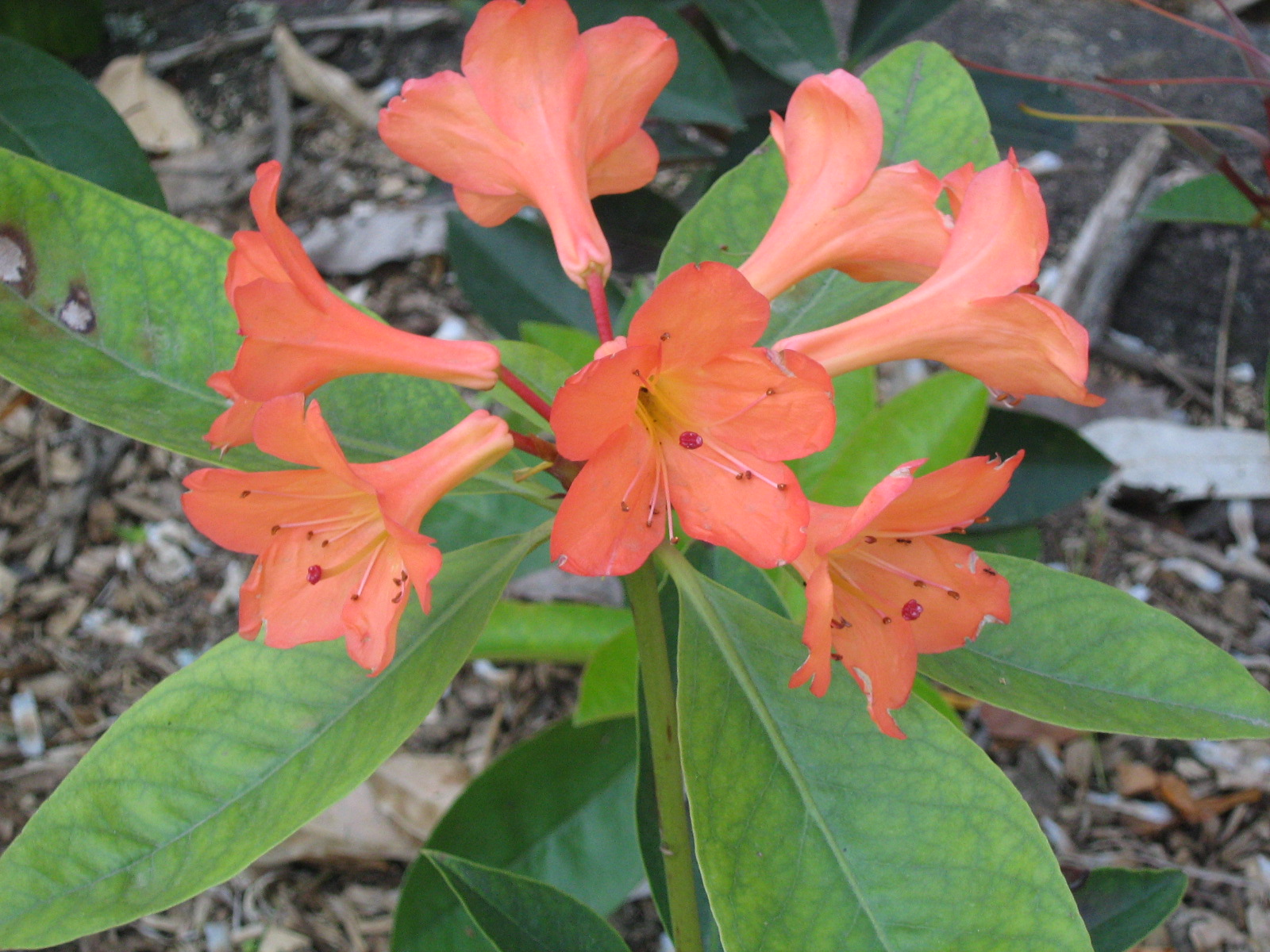
Rozvolněnější květenství mívá delší delší stopky květů

(Zdroj: RBG, Edinburgh),

## Rozdělení „azalek“
- Hrnkové azalky (R. simsii)
- Neopadavé druhy: 
  - japonské azalky (R. japonicum)
  - zahradní azalky(R. Molle, letní zelená)
  - Rhododendron luteum (dříve Rhododendron flavum G. Don; dříve Azalea Pontica), je jedinou evropskou azalkou
  - Rhododendron calenulaceum (Michaux) z Appalačského pohoří, USA